# Voncq
Voncq är en kommun i departementet Ardennes i regionen Grand Est (tidigare regionen Champagne-Ardenne) i nordöstra Frankrike. Kommunen ligger  i kantonen Attigny som ligger i arrondissementet Vouziers. År 2022 hade Voncq 211 invånare.

## Befolkningsutveckling
Antalet invånare i kommunen Voncq
Referens: INSEE

## Galleri

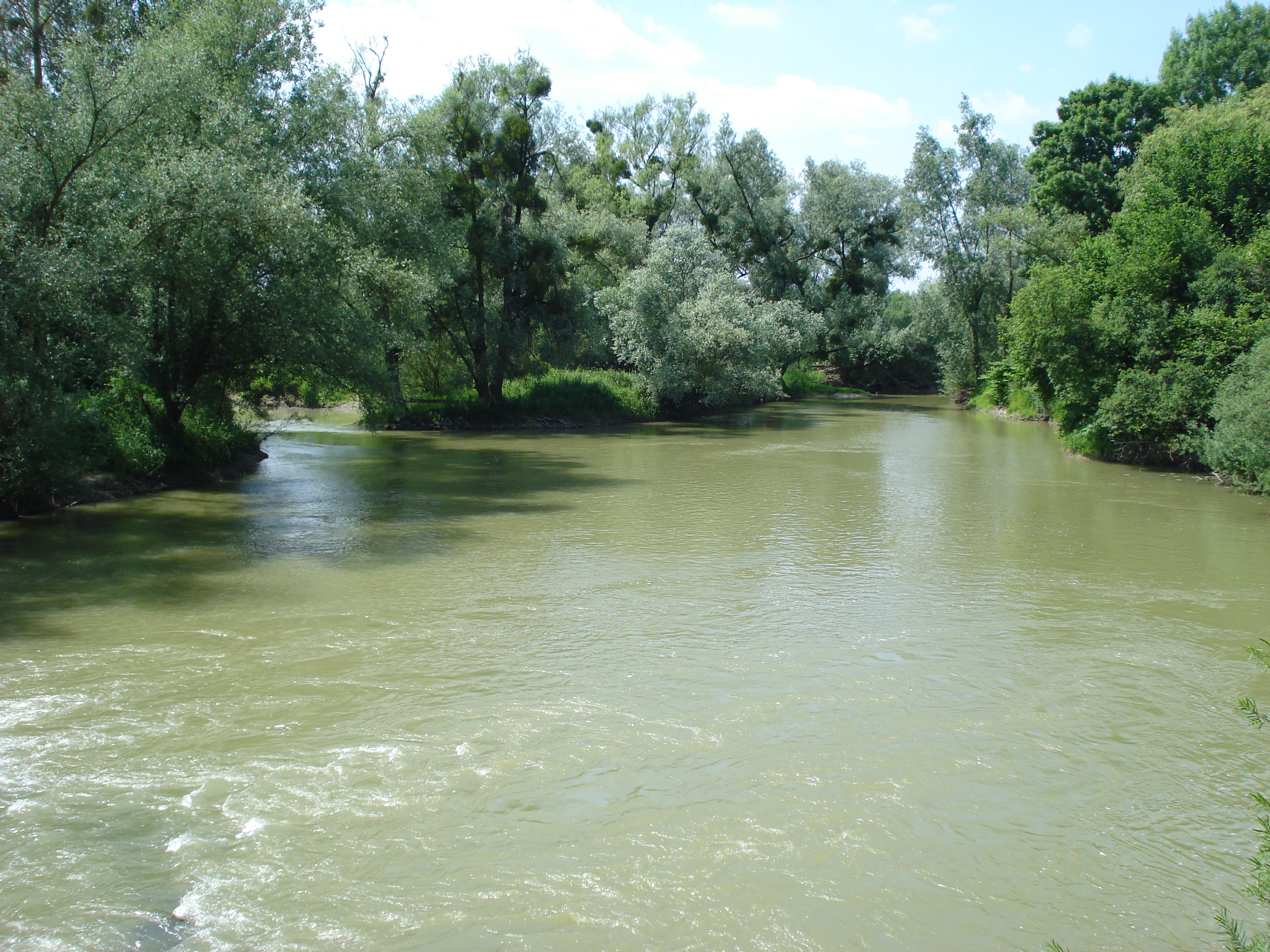
Floden Aisne
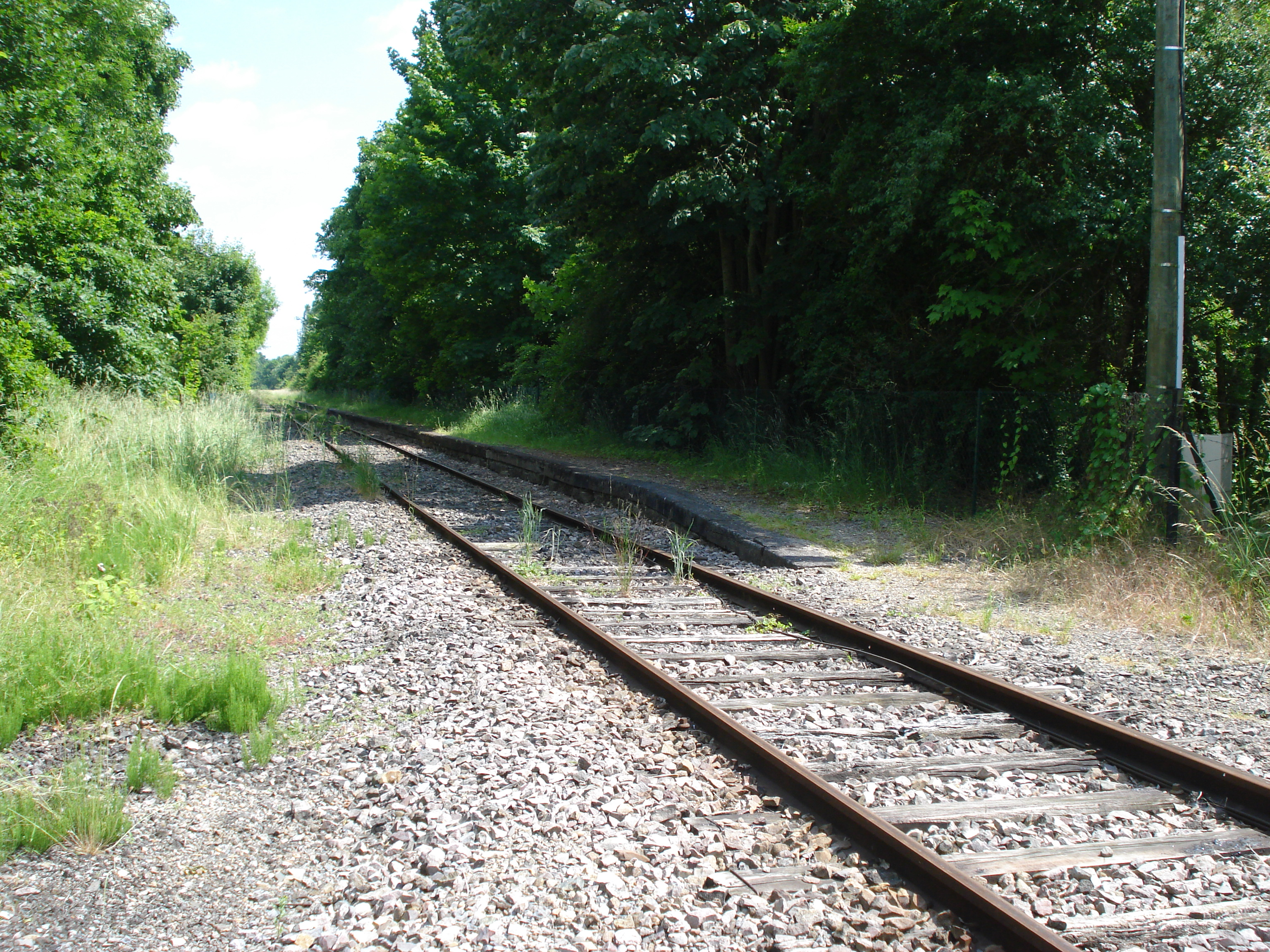
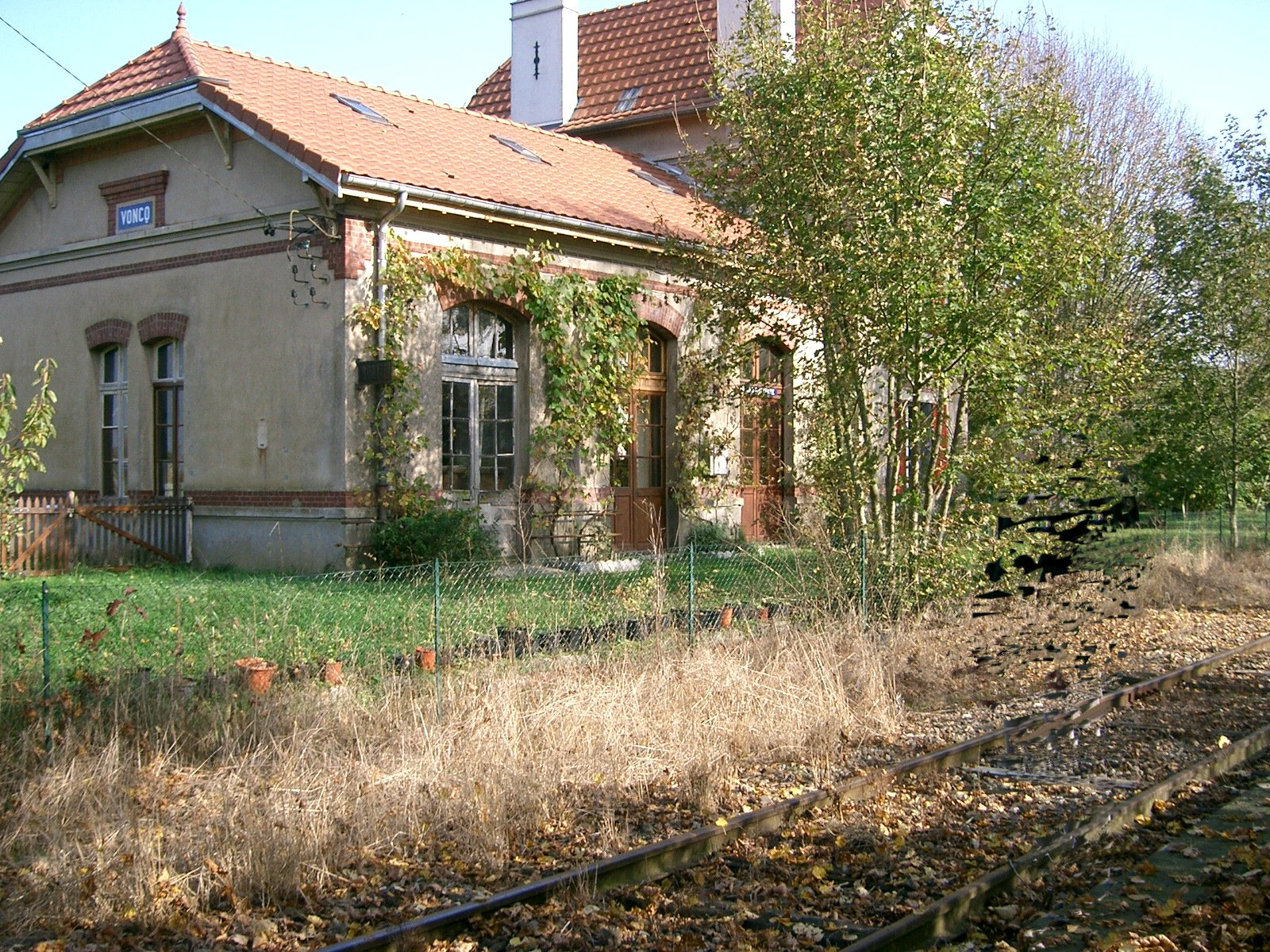